# 里奧布蘭科

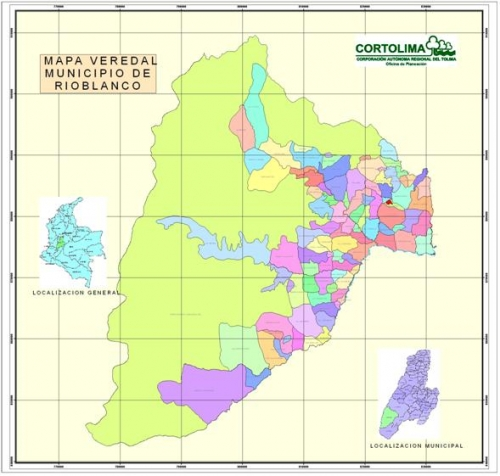
里奧布蘭科行政图

里奧布蘭科（布蘭科河，白河）是哥倫比亞的城鎮，位於該國中西部，由托利馬省負責管轄，面積1,137平方公里，海拔高度1,759米，2005年人口24,993，人口密度每平方公里22人。
3°30′N 75°50′W / 3.500°N 75.833°W